# Campionat d'obertura xilè
El campionat d'obertura xilè de futbol (Campeonato de Apertura) va ser una competició futbolística que es disputà a Xile entre 1933 i 1950. Rebia la seva denominació al fet que es disputava al començament de la temporada. Es disputava per eliminatòries pel que es pot considerar com un predecessor de la copa xilena de futbol. No s'ha de confondre amb l'actual Torneig d'Apertura, que forma part de la lliga xilena de futbol.

## Historial
| Any     | Campió            | Finalista            | Marcador      | Trofeu                |
| ------- | ----------------- | -------------------- | ------------- | --------------------- |
| 1933    | Colo-Colo         | Unión Española       | 2–1           | Copa Cesar Seoane     |
| 1934    | Santiago Morning  | Colo-Colo            | 4–2           | Copa Apertura         |
| 1935-36 | No es disputà     | No es disputà        | No es disputà | No es disputà         |
| 1937    | Magallanes        | Audax Italiano       | 2–0           | Copa Apertura Aliviol |
| 1938    | Colo-Colo         | Audax Italiano       | 3–1           | Copa Apertura         |
| 1939    | No es disputà     | No es disputà        | No es disputà | No es disputà         |
| 1940    | Colo-Colo         | Universidad de Chile | 3–2           | Copa Apertura         |
| 1941    | Audax Italiano    | Magallanes           | 2–1           | Copa Apertura         |
| 1942    | Santiago National | Badminton            | 2–1           | Copa Apertura         |
| 1943    | Santiago Morning  | Audax Italiano       | 4–3           | Copa Campeones        |
| 1944    | Santiago Morning  | Unión Española       | [ 1 ]         | Copa Campeones        |
| 1945    | Colo-Colo         | Unión Española       | [ 1 ]         | Copa Campeones        |
| 1946    | No es disputà     | No es disputà        | No es disputà | No es disputà         |
| 1947    | Unión Española    | Iberia               | 2–0           | Copa Preparación      |
| 1948    | No es disputà     | No es disputà        | No es disputà | No es disputà         |
| 1949    | Santiago Morning  | Santiago Wanderers   | 3–2           | Copa Preparación      |
| 1950    | Santiago Morning  | Audax Italiano       | 2–2           | Copa Carlos Varela    |

Font: